# Lux aeterna, Lontano
A Lux aeterna és a Lontano Ligeti György zeneművei; kicsit absztraktabb nézőpontból nézve: egy mű két arca.
A Lux aeterna tizenhat szólamú kórusra íródott (SATB, mindegyik négyfele osztva), a Lontano pedig nagyzenekarra: 4 fuvola (2 kisfuvola, altfuvola), 4 oboa (angolkürt), 4 klarinét (basszus-, kontrabasszusklarinét), 3 fagott, kontrafagott; 3 trombita, 4 kürt, 3 harsona, tuba; vonósok (legalább 12-10-10-8-6).

## Ismertetése
A két mű közös zenei alapanyagot önt hasonló formába hasonló eljárásokkal: három-négy hangsor mikropolifon kánonföldolgozásait három részben, statikus (részben azonos) anyaggal elválasztva. A kánon itt azt jelenti, hogy a résztvevő szólamok ugyanazt a hangsort játsszák különböző ritmusban, nagyjából egyszerre indulva és végezve. Ennek következtében a zenei folyamat úgy is fölfogható, hogy egyes hangok (a kánonok kezdő- és véghangjai) között zajlik, fölváltva átmosásként (kánonok), ill. átfordításként (közjátékok).
Az alábbi vázlatokon a Lux aeterna anyaga betűkkel, a Lontanóé római számokkal van jelölve (a fontosabb ütemszámokkal); a kánonok az üres kottafejekből építkeznek, a teli fejek közjátékokat (a II esetében elvetélt kánont), a Lux aeterna kiemelt hangjai más szólamok által hosszan tartott (ott nem kánonként földolgozott) hangokat jelölnek. Ritmus nincs jelölve, egyrészt mert minden szólam ritmusa egyedi (még a hosszabb-rövidebb viszony se egyértelmű), másrészt a mikropolifónia célja a ritmus és metrum elmosása, az időben lépkedő helyett folyó hangzás kialakítása.

Mint látható, a II. hangsor a C-ből és D-ből van összehegesztve. A varrat nincs elrejtve: a teljes dallamot csak vonósok játsszák, a fúvósok csak a D-nek megfelelő részt, amit akkor kezdenek el, amikor az első vonósszólam megérkezik a h-ra, ahonnan ráadásul csak azután lép a c-re, miután az utolsó vonósszólam is megérkezett. De megjelenik a varrat a hangsor belső szerkezetében is, mint az egyetlen pont, ahol két egyirányú félhanglépés találkozik.
Mivel a kánonszerkesztés a sorban szomszédos hangokból képez hangzatokat, így a sor hangközstruktúrája (a félhangok ritkasága az egészhangokhoz és tercekhez képest) a hangzásban egyfajta instabil diatóniát eredményez (szemben a Requiem vagy az Atmosphères totális kromatikájával); mivel a lépések is és a teljes hangsorok hangterjedelme is kicsi, a kánonok önmagukban nagyon szűk hangzást eredményeznek. Tágabb hangzás létrehozható kánonok kombinálásával (B+C a Lux aeternában, III+III' a Lontanóban), a közjátékokhoz hasonló tartott akkordok hozzáadásával (ez a Lux aeternában fordul elő, ott kétszer is, és mindkétszer az éppen futó kánon bizonyos hangjainak kiemelésével: az alt 61-79 üteme, ill. a szoprán-tenor 94-102 üteme), és oktávkettőzéssel: ez a Lux aeternában két hangra korlátozódik (a vázlat zárójeles hangjai), a Lontano viszont az első 13 ütem kivételével végig ilyen. Mint látszik, a Lux aeterna közepén egyszerre jelenik meg mindhárom módszer, a darab csúcspontjává avatván a 61. ütemet, ahol belép a nőikar is, és a nyolc férfiszólamból is öt ekkor indítja a g hangot – két basszus egy oktávval mélyebben, miáltal a hangterjedelem három oktávra tágul.
A kánonok kidolgozása a Lux aeternában viszonylag egyszerű: a résztvevő négy vagy nyolc szólam végigmegy az adott hangsoron (az egyetlen bonyodalom, hogy a basszus a B kánonból kihagyja az első 10 hangot); a Lontanóban lényegesen kifinomultabb. Az I. kánon töredékekből van összerakva (pl. az első 9 hangot fuvolák és klarinétok játsszák 8 szólamban, a következő 2 hangot oboák és nagybőgők, stb.); ezek a töredékkánonok átfedik egymást, sőt egy idő után már a használt hangsortöredékek is átfedők, változik a szólamszám (4 és 16 között), megjelennek az oktávkettőzések (a záróhang már 4 oktávban szól).
A II. kánont már a brácsák végigjátsszák, a többi vonós és fafúvós is hosszú részt játszik, a rezek töredékeket; ezen töredékek fontosságát növeli, hogy a többi szólamban is ide esnek a hangosabb részek (az I kánon végig halk volt, itt a hangerő szólamonként változik, nagyjából a hangsort követve, így mindenki más-más időpontban éri el a dinamikai csúcsot). Az első ilyen rezestöredék a téma közepén levő b-asz-f (a Lux aeterna szignálakkordja). Ekörül az egész zenekar játszik, ami a mű első csúcspontjává avatja.
A III. kánont a vonóskar kezdi, és megint csak a brácsák játsszák végig: amikor a g hangra érkeznek (127. ütem), a többi vonós és a fúvósok elkezdik a tükörfordítást (III'). Ezt egységes, a brácsákénál szinte végig hangosabb dinamikával játsszák, 2+1 kilencütemes részben. Az első cezúra el van mosva: a fúvósok kiszállása jelzi, illetve az első vonósszólamok megérkezése a záróhangra. Az utolsó vonósszólamok eddig a nyitó g-t tartották, voltaképp csak ezután kezdik a témát. Ez a szakasz végig erősödik, a végére (a darab második tetőpontja) mindenki elér a záróhangra, és a második cezúrát egy vágásszerű elhalkulás jelenti. A +1 szakasz mindössze a záróhang elhalásából áll,
mialatt a III. kánont eddig nem hallhatóan játszó szólamok fokozatosan újra a felszínre bukkannak.

## Ősbemutatók
- Lux aeterna: 1966. november 2., Stuttgarti Schola Cantorum, Clytus Gottwald
- Lontano: 1967. október 22., SWF Szimfonikus Zenekara, Ernest Bour